# Limnophyes brevis
Limnophyes brevis är en tvåvingeart som beskrevs av Chaudhuri, Sinharay och Gupta 1979. Limnophyes brevis ingår i släktet Limnophyes och familjen fjädermyggor. Inga underarter finns listade i Catalogue of Life.